# Miklós Benedek
Dans le nom hongrois Benedek Miklós, le nom de famille précède le prénom, mais cet article utilise l’ordre habituel en français Miklós Benedek, où le prénom précède le nom.
Pour les articles homonymes, voir Benedek.
Miklós Benedek, né le 28 septembre 1946 à Budapest et mort le 9 janvier 2024 dans la même ville, est un acteur et doubleur hongrois. Il est le fils de Tibor Benedek (hu) (1911-1963).

## Biographie

### Jeunesse et formations
En 1969, Miklós Benedek étudie à l'Académie du théâtre et des arts du cinéma.

### Carrière
Il est engagé au Théâtre national de Hongrie. Il devient ensuite, en 1983, membre du Théâtre József Katona pour deux décennies. Il retourne ensuite au Théâtre national dont il est membre pendant six ans.
Dès 1992, il est professeur au College of Theater and Film Arts pendant quinze ans. Dans les années 1990, il est directeur de la Chambre des acteurs de Hongrie.
En tant qu'artiste indépendant, il s’est produit dans presque tous les théâtres du pays[réf. nécessaire]. Il est le metteur en scène de nombre de pièces de Heltai et Molnár, de plusieurs comédies et de pièces musicales. Il est aussi acteur au cinéma et pour des téléfilms.
Miklós Benedek participe régulièrement aux programmes de divertissement télévisé des années 1980 et 1990, devenant ainsi très populaire. Il continue à jouer très tard, mais doit arrêter plusieurs fois en raison de sa santé : il souffre d’une maladie pulmonaire obstructive chronique (MPOC). Lors de son dernier retour sur scène, en octobre 2023, il évoque le fait de se consacrer à un livre autobiographique.
Il meurt le 9 janvier 2024 à l’âge de 77 ans.

## Prix et récompenses
- 1981 : prix Jászai Mari
- 1989 : titre d'Artiste méritoire
- 1998 : Croix d'officier de l'Ordre du Mérite de la République hongroise
- 2012 : il est reconnu comme Artiste exceptionnel
- 2016 : prix Kossuth
- 2020 : membre permanent de la Société des immortels

## Filmographie

### Films
- 1969 : Fényes szelek
- 1973 : Nincs idő
- 1975 : Vállald önmagadat
- 1976 : Csaló az üveghegyen
- 1977 : A szabadság katonái
- 1977 : Ki látott engem?
- 1978 : Nem élhetek muzsikaszó nélkül
- 1979 : Rosszemberek
- 1979 : Az erőd
- 1980 : A Pogány Madonna
- 1981 : Vuk
- 1983 : Elveszett illúziók
- 1984 : Szeret-e még?
- 1986 : Macskafogó
- 1986 : Akli Miklós
- 1987 : Szeleburdi vakáció
- 1988 : Küldetés Evianba
- 1988 : Az erdő kapitánya
- 1989 : Amerikából jöttem…
- 1991 : Sztálin menyasszonya
- 1991 : Vörös vurstli
- 1993 : A turné
- 1996 : A bűvész
- 1996 : A három testőr Afrikában
- 1998 : Presszó
- 2001 : Papsajt
- 2005 : Sorstalanság
- 2005 : Káosz 2005
- 2006 : De kik azok a Lumnitzer nővérek?
- 2006 : Bányató
- 2007 : Tavasz, nyár, ősz
- 2007 : S.O.S. szerelem!
- 2007 : Macskafogó 2
- 2009 : Presszó 10 év
- 2012 : Drága besúgott barátaim
- 2017 : Egy szerelem gasztronómiája